# قمة (درعيات)
القمة هو أعلى جزء من شعار الدولة.